# Michel Rostain
 (janvier 2015).
Pour les articles homonymes, voir Rostain.
Michel Rostain, né le 18,, ou  28, septembre 1942 à Mende en Lozère, est un metteur en scène de théâtre lyrique et musical et un écrivain français.

## Biographie
Michel Rostain a étudié la musique en autodidacte à l’âge de 7 ans. Il a poursuivi cela intensément pendant toute sa scolarité primaire et secondaire à Nîmes. Il a plus tard et plus assidument repris  des études musicales (années 1970–1980).
En 1961, il a reçu le Premier Prix de Philosophie au Concours Général.
Il a enseigné la philosophie en classes terminales puis la psychologie clinique à Paris VII.
Dans le même temps, il travaillait dans un laboratoire de recherches en sciences humaines, le CERFI, et à la clinique psychiatrique de Laborde, dirigée par Félix Guattari et Jean Oury.
À ce moment de sa vie, Michel Rostain a pu aller vers la choses qui lui tenait le plus à cœur avec l’écriture, la musique. Il a fondé une compagnie de théâtre lyrique et musical en 1978("Un Théâtre pour la Musique"). 
Metteur en scène de théâtre lyrique et musical, Michel Rostain a été directeur du théâtre de Cornouaille, scène nationale de Quimper de 1995 à 2008. Pendant plus de trente ans, il a porté à la scène opéras et créations lyriques contemporaines. Parmi ses derniers spectacles, on compte Llanto por Ignacio Sanchez Mejias (Garcia Lorca, musique de Vicente Pradal, création au Théâtre national de Toulouse en 1998), Lucia di Lammermoor, (un opéra de Donizetti, au Théâtre Les Gémeaux, Scène nationale de Sceaux en 2001). La Désaccordée (de Richard Dubelski d’après des textes de Nancy Huston, création au Théâtre de Cornouaille, 2003). Zaïde(s), (un spectacle qui rassemblait deux œuvres : Zaïde, l’opéra inachevé de Mozart, et Zaïde Actualités, une création lyrique commandée à Bernard Cavanna, 2006 au Théâtre de Cornouaille). Sumidagawa (une œuvre lyrique du compositeur japonais Susumu Yoshida créée à Quimper, à l’Opéra de Nantes, à l’Opéra d’Angers, à la Maison de la Culture du Japon à Paris, à l’Opéra de Rennes, à l’Opéra de Montpellier, etc.). En 2008, Michel Rostain a mis en scène une nouvelle production du Château des Carpathes de Philippe Hersant, à l’Opéra de Rennes. En 2010, il a écrit et interprété Sept nouvelles de la douleur, commande de l’Orchestre de Bretagne pour les Sept dernières paroles du Christ de Joseph Haydn.
Écrivain, il publie en 2011 son premier roman, Le Fils ( réédité en 2025, Le Fils a été traduit en 19 langues). En 2013, il a publié L'Étoile et la Vieille. En 2015, Jules, etc.. En 2021 Le vieux. En 2025, La joie malgré.

## Carrière
- 1978-2010 : 39 mises en scène de théâtre lyrique et musical, pour la plupart des créations
- 1995-2008 : directeur de la Scène nationale de Quimper
- 1978 : fondateur de la compagnie nationale de théâtre lyrique et musical Un théâtre pour la musique
- 1971-1981 : chercheur au CERFI (laboratoire de recherche associé au CNRS)
- 1969-1974 : chargé de cours en psychologie clinique à l’Université de Paris VII
- 1965-1973 : diverses responsabilités à la Clinique de La Borde (Loir-et-Cher) animée par Félix Guattari et Jean Oury
- 1966-1968 : professeur de philosophie en classes terminales
- 1961-1967 : études de philosophie à la Sorbonne
- 1963 : instituteur
- 1961-1962 : classes préparatoires au lycée Louis-le-Grand à Paris
- 1961 : premier prix de philosophie au concours général
- Études secondaires au Lycée de Nîmes
- Maîtrise de philosophie (Paris-Sorbonne)
- DEA d'histoire de la musique (Paris VIII)

## Distinctions
- 2002 : Chevalier de l’Ordre national du Mérite[réf. nécessaire]
- 2009 : Chevalier des Arts et des Lettres[réf. nécessaire]

## Œuvres

### Romans
- Le Fils, Oh!éditions
- L'Étoile et la Vieille, Éditions Kero
- Jules, etc. Éditions Kero
- Le vieux, Calmann Levy
- La joie malgré Calmann Lévy

### Théâtre
- Piano (scène nationale de Mâcon. 1993)
- La Bonne Distance (théâtre de la Poudrerie. 2015)

### Essais
- Histoires de La Borde, revue Recherches, (en collaboration avec Georges Prély, Numa Murard, Gérard Grass et Claudine Dardy), n° 21, 1980
- Aujourd’hui l’opéra, revue ‘(en collaboration avec Marie-Noel Rio) 'Recherches, n° 42, 1980
- L'Opéra mort ou vif’ (en collaboration avec Marie-Noel Rio)', éditions Recherches, 1982
- Journal de répétitions de La Tragédie de Carmen (mise en scène par Peter Brook), éditions du CNRS, 1985

### CD
- Récitations (Georges Aperghis)
- Jumelles (Giroudon/Jaffrennou/Rostain)
- Mister Cendron (Marais/Rostain)
- Llanto por Ignacio Sanchez Mejias (Lorca/Pradal)
- Pelleas y Melisanda (Neruda/Pradal)
- Douar Glizh (Ebrel/del Fra)

### Livrets d'opéra
- La Dame en bleu, musique de Francis Régnier, livret de Michel Rostain tragédie musicale créée en 1978 au Théâtre des Amandiers à Nanterre à l’occasion de la biennale du Théâtre Musical.
- La Baraque rouge, opéra-jazz, musique Gérard Marais, livret Michel Rostain, créé au Festival de Radio-France et de Montpellier en 1985,
- Bastien et Bastienne, opéra de Mozart réalisé en 1989 par l’atelier « Voix, Instruments et Théâtre » sous la direction de Martine Joséphine Thomas (1988). Livret en français de Michel Rostain.
- Lo sposo deluso, opéra inachevé de Mozart, créé avec l’Atelier « Voix, Instrument, Théâtre » dirigé par Michel Rostain et Martine Joséphine Thomas. Réduction pour ensemble orchestral réalisée par Jean-Claude Pennetier, livret en français par Michel Rostain.
- Jumelles, fait divers lyrique. Opéra électro-acoustique de James Giroudon et Pierre-Alain Jaffrennou, livret de Michel Rostain au Festival Musiques en Scènes de Lyon (1990),
- The Silent Twins, traduction en anglais par Eric Salzman de Jumelles (James Giroudon/Pierre-Alain Jaffrennou/Michel Rostain) pour le London International Opera Festival (1992),
- La scala di seta, opéra de Rossini, (puis L'Échelle de soie, comédie lyrique de Serge Dutrieux, livret en français de Michel Rostain d'après Rossini) créée à la Grande Halle de la Villette)
- Rossini à domicile, théâtre musical, musique de Rossini, livret de Michel Rostain (1992)
- Piano, pièce de théâtre de Michel Rostain créé à la Scène Nationale de Macon (1993) avec Jean-Claude Pennetier Isabelle Hurtin et Daniel Lecoyer,
- Mister Cendron, opéra jazz de Gérard Marais, livret de Michel Rostain, créé à la Grande Halle de la Villette en 1994
- Petites variations amoureuses et grande fugue, théâtre musical de Davis Ives traduit et mis en scène par Michel Rostain (1996)
- La Prière du loup, musique d’Eric Salzman, livret de Michel Rostain et Eric Salzman, créée au Théâtre de Cornouaille - Scène Nationale de Quimper (1997) - The Prayer of the Wolf, adaptation anglaise créé à l’occasion du Music Festival of The Hamptons (États-Unis 2003)
- La Première fois, impromptu théâtre et musique écrit par Michel Rostain en 1998 à l’occasion de l’inauguration du Théâtre de Cornouaille à Quimper.
- Sextet, musique guerre et paix, poème lyrique pour le Jazz de Gérard Marais, livret de Philippe Gumplowicz et Michel Rostain, créé au Théâtre de Cornouaille - Scène Nationale de Quimper,
- Sept Nouvelles de la douleur, commande de l’Orchestre de Bretagne créée à l’Opéra de Rennes (2010), pour la présentation des Sept Dernières Paroles du Christ en croix de Joseph Haydn